# Thompson Mann
Thompson Mann (Estados Unidos, 1 de diciembre de 1942-4 de abril de 2019) fue un nadador estadounidense especializado en pruebas de estilo libre y estilo espalda, donde consiguió ser campeón olímpico en 1964 en los 4 x 100 metros estilos.

## Carrera deportiva
En los Juegos Olímpicos de Tokio 1964 ganó la medalla de oro en los relevos de 4 x 100 metros estilos, con un tiempo 3:58.4 segundos, por delante de Alemania (plata) y Australia (bronce); sus compañeros de equipo fueron los nadadores: Bill Craig, Fred Schmidt y Steve Clark.